# The Affair of Susan
Pour le film de 1945, voir Les Caprices de Suzanne.
Pour plus de détails, voir Fiche technique et Distribution.
The Affair of Susan est un film américain réalisé par Kurt Neumann, sorti en 1935.
C'est un remake du film Solitude sorti en 1928.

## Synopsis
Le samedi, les femmes qui travaillent  dans une usine de bonbons parlent des rendez-vous qu'elles ont prévus pour l'après-midi. Seule Susan évite la conversation, affirmant qu'elle ne s'intéresse pas aux hommes. Au même moment, les hommes d'une usine automobile voisine parlent des femmes, et taquinent Dudley Stone qui ne semble intéressé que par son invention pour un nouveau feu arrière. À la fin de la journée, Susan et Dudley rentrent tous les deux seuls chez eux, Susan s'occupant de son poisson rouge et Dudley de son invention. Lassée d'être seule, Susan décide de changer de vie et prend le bus pour Coney Island. Au même moment, Dudley entend une publicité radio pour le parc d'attractions et part seul. Susan et Dudley se croisent dans le bus, mais avant qu'ils puissent parler, ils sont interrompus par un homme ivre qui cherche Dudley, mais qui ne le reconnaît pas.

## Fiche technique
- Réalisation : Kurt Neumann
- Scénario : Mann Page, Clarence Marks, Andrew Bennison, H. M. Walker
- Producteurs : David Diamond, Fred S. Meyer
- Photographie : Norbert Brodine
- Montage : Philip Cahn
- Musique : Franz Waxman
- Genre : Comédie[2]
- Production : Universal Pictures
- Durée : 62 minutes
- Date de sortie : 1er septembre 1935

## Distribution
- Zasu Pitts : Susan Todd
- Hugh O'Connell : Dudley Stone
- Walter Catlett : Gilbert
- Tom Dugan : Jeff Barnes
- Inez Courtney : Mrs. Barnes
- James Burke : Hogan
- Nan Grey : Miss Skelly
- Irene Franklin : Miss Perkins
- William Pawley : le policier